# (38584) 1999 XH47
1999 أكس إتش 47 (ويعرف أيضًا باسم (38584) 1999 أكس إتش 47 وفق تسمية الكوكب الصغير) (بالإنجليزية: 1999 XH47)‏ هو كويكب ضمن حزام الكويكبات؛ وترتيبه 38584 من حيث الاكتشاف.
اكتُشف هذا الجُرم الفلكي بواسطة بحث لنكولن عن الكويكبات القريبة من الأرض في 7 ديسمبر 1999.

## وصلات خارجية
- (38584) 1999 XH47 في قاعدة بيانات مختبر الدفع النفاث لأجرام النظام الشمسي الصغيرة

- الاكتشاف · مخطط المدار ·  العناصر المدارية · المعلمات المادية

- (38584) 1999 XH47 على موقع ويكي سكاي: DSS2, SDSS, GALEX, IRAS, Hydrogen α, X-Ray, Astrophoto, Sky Map, Articles and images